# FOLK (cyklus koncertů)
FOLK byl cyklus koncertů především folkové, ale i jazzové hudby, které v sedmdesátých a osmdesátých letech 20. století pořádal převážně pod hlavičkou tělovýchovné jednoty Nohyb Praha Ivan Dvořák. První dva koncerty uspořádal v roce 1974 v Chrástu u Plzně (v okrese Plzeň-město) pod hlavičkou místní organizace Socialistického svazu mládeže. Koncert FOLK 12, původně plánovaný na 16. června 1976 v sestavě Emil Viklický a Vladimír Merta byl komunistickými úřady zakázán. Uskutečnil se až o pět let později 30. června 1982 v kladenském klubu Klubko 55 pod záštitou základní organizace SSM Okrsek O, Kladno.
Souběžně Ivan Dvořák organizoval koncerty jazzové hudby s označením JAZZ 1 až JAZZ 10 a divadelní akce s označením DIVADLO 1 až DIVADLO 10.
K většině koncertů a představení byly vydávány programy zpravidla formátu A4 s písňovými texty nebo texty, vztahujícími se k tématu pořadu. V podobné úpravě vyšly i medailony některých protagonistů (například Milan Slezák: rozhovor s Jiřím Černým, prosinec 1980).

## Přehled akcí
| název      | datum              | místo konání                   | účinkující                                                                         | poznámka |
| ---------- | ------------------ | ------------------------------ | ---------------------------------------------------------------------------------- | --- |
| FOLK 1     | 2. listopadu 1974  | Chrást u Plzně                 | Marsyas Vladimír Merta                                                             | oficiální organizátor: ZO SSM Chrást u Plzně |
| FOLK 2     | 22. listopadu 1974 | Chrást u Plzně                 | Marsyas Vladimír Merta                                                             | oficiální organizátor: ZO SSM Chrást u Plzně |
| FOLK 3     | 2. listopadu 1976  | Radlice, Hostinec Za větrem    | Marsyas                                                                            | |
| FOLK 4     | 30. listopadu 1976 | Radlice, Hostinec Za větrem    | Vladimír Merta                                                                     | |
| FOLK 5     | 21. prosince 1976  | Radlice, Hostinec Za větrem    | Vladimír Merta                                                                     | |
| FOLK 6     | 15. března 1977    | Radlice, Hostinec Za větrem    | ČDG                                                                                | |
| FOLK 7     | 16. února 1977     | Městská knihovna               | Spirituál kvintet Vladimír Merta                                                   | |
| FOLK 8     | 24. března 1977    | Městská knihovna               | Marsyas Výběr Praha                                                                | |
| FOLK 9     | 27. dubna 1977     | Městská knihovna               | Spirituál kvintet Vladimír Merta                                                   | |
| FOLK 10    | 18. května 1977    | Městská knihovna               | Vladimír Merta                                                                     | |
| FOLK 11    | 1. června 1977     | Městská knihovna               | "Dětský den" (různí interpreti)                                                    | Spirituál kvintet, Vladimír Merta, Vlastimil Třešňák, Petr Lutka, Dagmar Voňková |
| FOLK 12    | 30. června 1982    | klub Klubko 55, Kladno         | Emil Viklický a Vladimír Merta                                                     | Původní konceret FOLK 12 byl plánován na 16. 6. 1977, byl ale zakázán a nahrazen koncertem JAZZ 1. Koncert nakonec proběhl pod hlavičkou ZO SSM Okrsek O, Kladno                            |
| FOLK 13    | 21. června 1977    | Městská knihovna               | Spirituál kvintet                                                                  | |
| FOLK 14    | 30. září 1977      | Lucerna                        | "Tak ti ď..." : Dědicové Jaroslava Ježka (různí interpreti)                        | Jazz Dance Franka Towena, Jan Burian, Jiří Suchý a Martha Elefteriadu, Jiří Stivín, Masokosti (Ladislav Malina, Ondřej Soukup, Michael Kocáb, Jiří Stivín), Pražský Big Band Milana Svobody |
| FOLK 15    | 21. listopadu 1977 | Radlice, Hostinec Za větrem    | Vladimír Merta                                                                     | |
| FOLK 16    | 5. prosince 1977   | Radlice, Hostinec Za větrem    | Jiří Černý: Písničky Bulata Okudžavy                                               | poslechová diskotéka |
| FOLK 17    | 12. prosince 1977  | Radlice, Hostinec Za větrem    | Vladimír Merta                                                                     | |
| FOLK 18    | 21. prosince 1977  | Domovina, Praha 7 - Holešovice | Spirituál kvintet Dagmar Voňková                                                   | |
| FOLK 19    | 17. ledna 1978     | Městská knihovna               | Spirituál kvintet Dagmar Voňková                                                   | |
| FOLK 20    | 23. ledna 1978     | Radlice, Hostinec Za větrem    | Vladimír Merta                                                                     | |
| FOLK 21    | 6. února 1978      | Radlice, Hostinec Za větrem    | Jiří Černý: Písničky Bulata Okudžavy                                               | repríza pořadu FOLK 16 z 5. prosince 1977 |
| FOLK 22    | 14. února 1978     | Domovina, Praha 7 - Holešovice | Marsyas, Vladimír Mišík                                                            | |
| FOLK 23    | 23. února 1978     | Městská knihovna               | Spirituál kvintet Jan Burian, Jiří Dědeček                                         | |
| FOLK 24    | 12. března 1978    | Radlice, Hostinec Za větrem    | Vladimír Merta                                                                     | |
| FOLK 25    | 16. března 1978    | Radlice, Hostinec Za větrem    | Jiří Černý: Leonard Cohen                                                          | poslechová diskotéka |
| FOLK 26    | 10. dubna 1978     | Radlice, Hostinec Za větrem    | Vladimír Merta                                                                     | |
| FOLK 27    | 11. dubna 1978     | Hajnovka                       | Spirituál kvintet Vladimír Merta                                                   | |
| FOLK 28    | 10. května 1978    | Městská knihovna               | Spirituál kvintet                                                                  | |
| FOLK 29    | 23. května 1978    | Radlice, Hostinec Za větrem    | Jiří Černý: Večer černých blues                                                    | |
| FOLK 30    | 29. května 1978    | Radlice, Hostinec Za větrem    | Vladimír Merta                                                                     | |
| FOLK 31    | 24. června 1978    | Radlice, Hostinec Za větrem    | Slavnosti severního vína (různí interpreti)                                        | Renesex, Vladimír Merta, Petr Kalandra, Pavel Klikar, Jan Štolba označováno též jako JAZZ 2                                                                                                 |
| FOLK 32    | 16. října 1978     | Baráčnická rychta              | Vladimír Merta                                                                     | |
| FOLK 33    | 29. května 1979    | Městská knihovna               | Vladimír Merta                                                                     | |
| FOLK 34    | 4. května 1980     | Městská knihovna               | Spirituál kvintet                                                                  | |
| FOLK 35    | 3. února 1982      | Riegrovy sady                  | Wabi Ryvola Wabi Daněk                                                             | |
| FOLK 36    | 24. února 1982     | Riegrovy sady                  | Wabi Ryvola Petr Kalandra                                                          | |
| FOLK 37    | 7. března 1982     | Riegrovy sady                  | Wabi Ryvola                                                                        | |
| FOLK 38    | 13. dubna 1982     | Riegrovy sady                  | Wabi Ryvola Oldřich Janota                                                         | |
| FOLK 39    | 14. dubna 1982     | Riegrovy sady                  | Wabi Ryvola                                                                        | |
| FOLK 40    | 27. dubna 1982     | Riegrovy sady                  | Jiří Černý                                                                         | |
| FOLK 41    | 12. května 1982    | Riegrovy sady                  | Wabi Ryvola Kapitán Kid                                                            | |
| FOLK 42    | 27. května 1982    | Riegrovy sady                  | Wabi Ryvola Josef Streichl                                                         | |
| FOLK 43    | 8. června 1982     | Riegrovy sady                  | Wabi Ryvola Kapitán Kid                                                            | |
| FOLK 44    | 23. června 1982    | Riegrovy sady                  | Wabi Ryvola, Miki Ryvola Nerez                                                     | |
| FOLK 45    | 29. září 1982      | Lucerna                        | Spirituál kvintet: Dvacet let                                                      | z představení byl pořízen zvukový záznam, který vyšel jako trojalbum v roce 1984 pod hlavičkou Jonáš klubu Praha.                                                                           |
| FOLK 46    | 22. prosince 1982  | U Zlatého soudku               | Nohyb sobě II (různí interpreti)                                                   | |
| FOLK 47    | 17. ledna 1983     | Riegrovy sady                  | Vladimír Merta                                                                     | |
| FOLK 48    | 8. ledna 1985      | Městská knihovna               | Marek Eben, Kryštof Eben, David Eben Iva Bittová, Pavel Fajt, Václav Koubek        | |
| FOLK 49    | 30. ledna 1985     | Městská knihovna               | Jan Burian, Jiří Dědeček                                                           | |
| FOLK 50    | 29. května 1985    | Městská knihovna               | Jan Burian, Jiří Dědeček                                                           | |
| JAZZ 1     | 16. června 1977    | Městská knihovna               | Emil Viklický, Luboš Andršt                                                        | |
| JAZZ 2     | 24. června 1978    | Radlice, Hostinec Za větrem    | Slavnosti severního vína (různí interpreti)                                        | Renesex, Vladimír Merta, Petr Kalandra, Pavel Klikar, Jan Štolba označováno též jako FOLK 31                                                                                                |
| JAZZ 3     | 7. září 1978       | Baráčnická rychta              | Originální Pražský Synkopický Orchestr                                             | |
| JAZZ 4     | 1. března 1979     | Radlice, Hostinec Za větrem    | Originální Pražský Synkopický Orchestr                                             | |
| JAZZ 5     | 20. prosince 1979  | Hajnovka                       | Slavnosti severního vína II                                                        | Originální Pražský Synkopický Orchestr |
| JAZZ 6     | 29. dubna 1980     | Lucerna                        | Pražský Big Band                                                                   | sólisté: Jiří Stivín, Eva Olmerová, Emil Viklický, skupina Stivín, Andršt, Soukup, Vitouš                                                                                                   |
| JAZZ 7     | 23. prosince 1980  | Žižkovské divadlo              | Nohyb sobě I (různí interpreti)                                                    | SHQ, Renesex, Oldřich Janota, Jiří Stivín |
| JAZZ 8     | 3. února 1981      | Žižkovské divadlo              | Jazz Dance Franka Towena                                                           | |
| JAZZ 9     | 7. března 1981     | Žižkovské divadlo              | Pražský Big Band: Matiné                                                           | |
| JAZZ 10    | 13. března 1983    | Lucerna                        | Rudolf Ticháček - koncert věnovaný památce jazzového hudebníka (různí interpreti)  | Classic Jazz Collegium, SHQ Karla Velebného, Mirka Křivánková, Bicí konkláva, Rudolf Dašek, Spirituál kvintet, Blues Band Luboše Andršta a Petera Lipy, Nový Pražský Big Band               |
| DIVADLO 1  | 25. září 1978      | Radlice, Hostinec Za větrem    | Jiří Černý: Festival V+W                                                           | Frances Ježková, telefonicky: Jiří Voskovec |
| DIVADLO 2  | 24. září 1979      | Řepy, sál Interpress           | Jiří Černý: Pětvečer S+Š                                                           | neproběhlo, zakázáno komunistickými úřady |
| DIVADLO 3  | 15. února 1982     | Riegrovy sady                  | Jindřich Kučera: Jan Werich v písních Osvobozeného divadla a ve své vlastní tvorbě | |
| DIVADLO 4  | 1. března 1982     | Riegrovy sady                  | Jindřich Kučera: Jan Werich v písních Osvobozeného divadla a ve své vlastní tvorbě | |
| DIVADLO 5  | 24. března 1982    | Riegrovy sady                  | Jindřich Kučera: Jan Werich v písních Osvobozeného divadla a ve své vlastní tvorbě | |
| DIVADLO 6  | 30. března 1982    | Riegrovy sady                  | Jindřich Kučera: Jan Werich v písních Osvobozeného divadla a ve své vlastní tvorbě | |
| DIVADLO 7  | 7. června 1982     | Riegrovy sady                  | Jindřich Kučera: Jan Werich v písních Osvobozeného divadla a ve své vlastní tvorbě | Miroslav Horníček j.h. |
| DIVADLO 8  | 14. června 1982    | Riegrovy sady                  | Jindřich Kučera: Jan Werich v písních Osvobozeného divadla a ve své vlastní tvorbě | Miroslav Horníček j.h. |
| DIVADLO 9  | 17. června 1982    | Riegrovy sady                  | Š.O.U.: Chlapské gesto                                                             | Josef Šimek, Jiří Opluštil, Lubomír Unzeiting |
| DIVADLO 10 | 14. prosince 1984  | Městská knihovna               | Š.O.U.: Kašpárkova platforma                                                       | Josef Šimek, Jiří Opluštil, Lubomír Unzeiting |